# Giuseppe Zatrillas
Josè Zatrillas, Zatrilla y Vico Dedoni y Manca (Cagliari, 21 agosto 1648 – Tolone, forse 1720), è stato uno dei più distinti letterati della fine del seicento in Sardegna, che ha scritto principalmente in castigliano.

## Biografia
Josè Zatrilla, conte di Villasalto e marchese di Villaclara, fu il primo di tre figli della nobile famiglia sarda, formata da Saturnino di Gherardo III Zatrillas ed Elena de Vico, figlia dell'avvocato Francesco Angelo. È stato un uomo di lettere, uno scrittore ed un uomo politico di fama. Erudito, aveva partecipato alla vita politica del suo tempo. 
Il 24 febbraio 1667 sposò la cugina Gherarda Zatrillas y Dedoni. Nel 1671, aveva armato a sue spese due compagnie di fanti per completare il terzo di Sardegna, che si unì all'armata spagnola nella guerra di Messina.
Nel 1698 fu eletto sindaco degli stamenti reale e militare presso la corte di Madrid, avendo svolto il compito in maniera egregia, il re Filippo V nel 1701 lo nominò marchese di Villaclara. Durante la Guerra di successione spagnola in Sardegna si formarono due fazioni contrapposte una a favore di Filippo V ed una a favore del riconoscimento dell'arciduca Carlo d'Asburgo come legittimo re di Spagna, con il nome di Carlo III. Nel 1707 Zatrilla fu erroneamente accusato di parteggiare per quest'ultimo e fu esiliato a Tolone, dove probabilmente morì.
Fu amico dei poeti Giuseppe Delitala ed Efisio Esquirro.

## Opere
- Poema heroico al merecido a/plauso del el unico Oraculo de/las/Musas, glorioso assombro de los Ingenios, y/Ce/lebre Phenix de la Poesia, la Esclarecida y Ve/ne/rable Señora, Suor Juana Ines de la Cruz Religiosa Professa en el Monasterio de San Geronimo de la Imperial Ciudad de Mexico , Barcelona, 1696
- Engaños y desengaños del amor profano, Napoles, 1687-88, due tomi